# Gaertnera gabonensis
Gaertnera gabonensis är en måreväxtart som beskrevs av Simon T. Malcomber. Gaertnera gabonensis ingår i släktet Gaertnera och familjen måreväxter. Inga underarter finns listade i Catalogue of Life.